# شعبة الملاح (حبيش)
شعبة الملاح محلة تابعة لقرية الصفاء، التابعة لعزلة بني معين بمديرية حبيش إحدى مديريات محافظة إب في الجمهورية اليمنية، بلغ تعداد سكانها 24 حسب تعداد اليمن لعام 2004.